# 이토 확률 과정
확률론에서 이토 확률 과정([伊藤]確率過程, 영어: Itō stochastic process)은 위너 과정의 이토 적분으로 정의되는 확률 과정이다.

## 정의
확률 공간 {\displaystyle \Omega } 위의 위너 확률 과정
{\displaystyle (W_{t}\colon \Omega \to \mathbb {R} )_{t\in [0,\infty )}}
이 주어졌다고 하자. 위와 여과 확률 공간
{\displaystyle (\Omega ,\sigma ({\mathcal {F}}_{t}\cup {\mathcal {G}}),\Pr )}
이 {\displaystyle W}의 자연 여과 확률 공간의 오른쪽 연속 완비화라고 하자.
{\displaystyle W}에 대한 이토 확률 과정은 다음과 같은 꼴로 표현될 수 있는 확률 과정
{\displaystyle (X_{t}\colon \Omega \to \mathbb {R} )_{t\in [0,\infty )}}
이다.
{\displaystyle X_{t}=X_{0}+\int _{0}^{t}Y_{s}\,\mathrm {d} s+\int _{0}^{t}Z_{s}\,\mathrm {d} W_{s}}
여기서
- {\displaystyle (Z_{t}\colon \Omega \to \mathbb {R} )_{t\in [0,\infty )}}는 이토 적분 가능 확률 과정이다.
- {\displaystyle (Y_{t}\colon \Omega \to \mathbb {R} )_{t\in [0,\infty )}}는 {\displaystyle (\Omega ,\sigma ({\mathcal {F}}_{t}\cup {\mathcal {G}}),\Pr )}에 대한 순응 확률 과정이다.
- {\displaystyle X_{0}\in \operatorname {L} ^{2}(\Omega ,\mathbb {R} )}는 {\displaystyle W}와 독립인 확률 변수이다.
- {\displaystyle \textstyle \int \mathrm {d} W}는 이토 적분이다.

흔히, 이토 확률 과정의 분해는 상수항 {\displaystyle X_{0}}을 생략하고
{\displaystyle \mathrm {d} X_{t}=Y_{t}\,\mathrm {d} t+Z_{t}\,\mathrm {d} W_{t}}
와 같이 표기된다.

### 다양체 위의 이토 확률 과정
보다 일반적으로, 매끄러운 다양체 위의 이토 과정을 생각할 수 있다. 다음이 주어졌다고 하자.
- 확률 공간 {\displaystyle \Omega }
- 위너 확률 과정 {\displaystyle W_{t}\colon \Omega \to \mathbb {R} ^{m}}
- 매끄러운 다양체 {\displaystyle M}. 이를 보렐 가측 공간으로 간주하자.

그렇다면, {\displaystyle M} 값의 이토 확률 과정은 다음과 같은 꼴로 표현될 수 있는 확률 과정
{\displaystyle (X(t)\colon \Omega \to \mathbb {R} )_{t\in [0,\infty )}}
이다. (미분 기하학에서 첨자를 널리 사용하므로, 편의상 시간을 첨자 대신 괄호로 표기하였다.)
{\displaystyle X^{\mu }(t)=X^{\mu }(0)+\int _{0}^{t}Y^{i}(s)e_{i}^{\mu }\,\mathrm {d} s+\int _{0}^{t}Z_{i}^{j}(t)e_{j}^{\mu }\,\mathrm {d} W_{s}^{i}}
여기서
- {\displaystyle (Z_{t}\colon \Omega \to \mathbb {R} ^{m\times n})_{t\in [0,\infty )}}는 이토 적분 가능 확률 과정이다.
- {\displaystyle (Y_{t}\colon \Omega \to \mathbb {R} ^{n})_{t\in [0,\infty )}}는 {\displaystyle (\Omega ,\sigma ({\mathcal {F}}_{t}\cup {\mathcal {G}}),\Pr )}에 대한 순응 확률 과정이다.
- {\displaystyle X(0)\colon \Omega \to M}은 {\displaystyle W}와 독립인, {\displaystyle M} 값의 확률 변수이다.
- {\displaystyle e_{1}^{\mu },\dotsc ,e_{n}^{\mu }}은 {\displaystyle M} 위의 {\displaystyle n}개의 벡터장이다. 즉, {\displaystyle e\in \Gamma (\mathrm {T} M\times \mathbb {R} ^{n})}이다.
- 매끄러운 다양체의 접다발의 지표는 {\displaystyle \mu ,\nu ,\dotsc }로, 유클리드 공간의 지표는 {\displaystyle i,j,\dotsc }로 표기하였다.

## 성질

### 이토 보조 정리
이토 적분에서, 변수의 변환은 일반적으로 추가 항을 갖는다. 즉, 통상적인 연쇄법칙이 성립하지 않으며, 위너 확률 과정의 스스로와의 상관 현상에 의한 추가 항이 등장한다. 이를 이토 보조 정리([伊藤]補助定理, 영어: Itō’s lemma) 또는 이토-되블린 정리(영어: Itō–Döblin theorem)라고 한다.
다음이 주어졌다고 하자.
- 확률 공간 {\displaystyle \Omega }
- {\displaystyle \Omega } 위의 위너 확률 과정 {\displaystyle (W_{t}\colon \Omega \to \mathbb {R} )_{t\in [0,\infty )}}
- {\displaystyle W}에 대한 이토 확률 과정 {\displaystyle X_{t}=X_{0}+\textstyle \int _{0}^{t}Y_{s}\,\mathrm {d} s+\int _{0}^{t}Z_{s}\,\mathrm {d} W_{s}}
- 함수 {\displaystyle f\colon \mathbb {R} ^{+}\times \mathbb {R} \to \mathbb {R} }, {\displaystyle (t,x)\mapsto f(t,x)}. 또한, 이 함수가 첫째 변수에 대하여 {\displaystyle {\mathcal {C}}^{1}} (연속 미분 가능) 함수이며, 둘째 변수에 대하여 {\displaystyle {\mathcal {C}}^{2}} (2차 연속 미분 가능) 함수라고 하자.

그렇다면, 이토 보조 정리에 따르면,
{\displaystyle X'_{t}=f(t,X_{t})}
는 역시 이토 확률 과정을 이루며, 또한 그 분해는 다음과 같다.
{\displaystyle f(t,X_{t})=f(0,X_{0})+\int _{0}^{t}\left({\frac {\partial f}{\partial t}}(s,X_{s})+{\frac {\partial f}{\partial x}}(s,X_{s})Y_{s}+{\frac {1}{2}}\int _{0}^{t}Z_{s}^{2}{\frac {\partial ^{2}f}{\partial ^{2}x}}(s,X(s))\right)\,\mathrm {d} s+\int _{0}^{t}{\frac {\partial f}{\partial x}}(s,X_{s})Z_{s}\,\mathrm {d} W_{s}}
미분 표기법으로는 이토 보조 정리는 다음과 같이 표기된다.
{\displaystyle \mathrm {d} f(X_{t})={\frac {\partial f}{\partial t}}(t,X_{t})\,\mathrm {d} t+{\frac {\partial f}{\partial x}}(t,X_{t})\,\mathrm {d} X_{t}+{\frac {1}{2}}Z_{t}^{2}{\frac {\partial ^{2}f}{\partial x^{2}}}(t,X_{t})\,\mathrm {d} t}
여기서 마지막 항은 비(非)확률 미적분학의 연쇄법칙에 등장하지 않는 것이다.
특히, 만약 {\displaystyle X_{t}=W_{t}}이며, {\displaystyle f(t,x)}가 {\displaystyle t}에 직접 의존하지 않는다면, 이토 보조 정리는 다음과 같이 된다.
{\displaystyle \mathrm {d} f(W_{t})=f'(W_{t})\,\mathrm {d} W_{t}+{\frac {1}{2}}f''(W_{t})\,\mathrm {d} t}

### 무한소 생성원
유클리드 공간 위의 이토 과정
{\displaystyle \mathrm {d} X^{i}(t)=Y^{i}(t)\,\mathrm {d} t+Z_{j}^{i}(t)\,\mathrm {d} W_{t}^{j}}
의, 시간 {\displaystyle t\in [0,\infty )}에서의 무한소 생성원은 다음과 같은 2차 미분 연산자의 족 {\displaystyle (D(t))_{t\in [0,\infty )}}이다.
{\displaystyle D(t)f(x)=\lim _{h\to 0}{\frac {\mathbb {E} (f(X_{t+h})|X_{t}=x)-f(x)}{h}}}
이는 다음과 같은 꼴임을 보일 수 있다.
{\displaystyle (D(t)f)^{i}(x)=Y^{j}(t)\partial _{j}f^{i}+{\frac {1}{2}}Z_{j}^{l}Z_{k}^{l}(t)\partial _{j}\partial _{k}f^{i}(t)}
이 경우,
{\displaystyle D(t)p(x,t)=\partial _{t}p(x,t)}
와 같은 편미분 방정식을 포커르-플랑크 방정식이라고 한다. 이토 과정의 확률 분포 함수
{\displaystyle \Pr(X_{t}\in S)=\int _{S}p(x,t)\,\mathrm {d} x}
는 이 편미분 방정식을 따른다.